# Жуково (Куртамиський округ)
Жу́ково (рос. Жуково) — село у складі Куртамиського округу Курганської області, Росія.
Населення — 337 осіб (2010, 426 у 2002).
Національний склад станом на 2002 рік:
- росіяни — 99 %